# 山梨交通自動車学校
山梨交通自動車学校（やまなしこうつうじどうしゃがっこう）は、山梨交通が運営する山梨県甲府市にある山梨県公安委員会指定自動車教習所。

## 概要
元の名称は甲府自動車教習所。1961年に山梨交通に買収され、山梨交通自動車教習所に改称した。
山梨交通傘下であることから、同グループでスポンサーとなっているヴァンフォーレ甲府のチケットが当たるキャンペーンなどを行なっている。
普通自動車や二輪車の教習だけでなく、高齢者向けの講習や企業向けの安全運転講習などを行なっているのが特徴。

## 教習項目
- 普通自動車
- 大型自動二輪
- 普通自動二輪

## 所在地
山梨県甲府市湯田2-16-25

## 交通アクセス
- 鉄道：身延線（JR東海）南甲府駅から徒歩3分
- バス：JR甲府駅北口3番のりばから10、12系統伊勢町営業所行き（北大路通り・南甲府駅経由）または17系統伊勢町営業所行き（甲府駅南口・城東経由）に乗車。いずれも「山梨交通自動車学校」停留所で下車。17系統については、甲府駅南口（甲府駅バスターミナル）5番のりばからも乗車可能であるが、平日3本、土休日2本と運行本数が少なく、午後から夕方にかけての運行に限られ注意が必要である。